# 小林俊彦
小林俊彦（2月25日—），日本漫畫家。廣島縣尾道市出身。

## 作品
- 《籃球鬥牛王》（ハーフコート）：全2冊
- 《戀愛平行線》（ぱられる）：全4冊
- 《純愛塗鴉》（ぱすてる）：全44冊

## 外部連結
- （日語）Amazon.co.jp: 小林 俊彦: 本
- 博客來網路書店 - 目前您搜尋的關鍵字為: 小林俊彥